# Деуремідевір
Деуремідевір (англ. Deuremidevir), відомий також як VV116 — синтетичний експериментальний нуклеозидний противірусний препарат. Він застосовується перорально у вигляді таблеток, до складу яких входить гідробромід цієї сполуки.
З хімічної точки зору препарат є дейтерованим триізобутиратом GS-441524, активного метаболіту ремдесивіру. Деуремідевір вперше був описаний у препринті в листопаді 2020 року командою, до складу якої входили працівники Уханьського інституту вірусології та компанії «Vigonvita». У 2022 році завершились клічні дослідження ІІІ фази деуремідевіру. Попередні результати окремого клінічного дослідження ІІІ фази, проведеного в КНР з жовтня 2022 року по січень 2023 року, показали, що деуремідевір може скоротити тривалість симптомів COVID-19 у негоспіталізованих дорослих із перебігом легкого та середнього ступеня тяжкості порівняно з плацебо. У січні 2023 року компанія «Junshi», яка займається маркетингом препарату, отримала умовне схвалення від Національного управління медичної продукції Китаю.
У листопаді 2023 року у відповідь на мутації вірусу та зміну характеристик інфекції ВООЗ скоригувала свої рекомендації щодо лікування. Серед інших змін було рекомендовано не використовувати деуремідевір, за винятком клінічних досліджень.